# Guggernüll (bergstopp i Schweiz)
Guggernüll är en bergstopp i Schweiz.   Den ligger i regionen Viamala och kantonen Graubünden, i den sydöstra delen av landet, 150 km öster om huvudstaden Bern. Toppen på Guggernüll är 2 886 meter över havet, eller 384 meter över den omgivande terrängen. Bredden vid basen är 2,3 km.
Terrängen runt Guggernüll är huvudsakligen bergig. Runt Guggernüll är det glesbefolkat, med 11 invånare per kvadratkilometer.. Närmaste större samhälle är Mesocco, 15,1 km söder om Guggernüll. 
Trakten runt Guggernüll består i huvudsak av gräsmarker.